# Stuck on a Feeling
Stuck on a Feeling è un singolo del cantante statunitense Prince Royce, pubblicato nel 2014 ed estratto dal suo quarto album in studio Double Vision. 

## Descrizione
Il brano vede la partecipazione del rapper statunitense Snoop Dogg.
Esso è stato scritto da Calvin Broadus, Sam Martin, Daniel "Robopop" Omelio e Ross Golan.
Il brano include un sample tratto dalla canzone del 2001 Dance with Me del gruppo 112.
Una versione in lingua spagnola del brano è stata pubblicata nel febbraio 2015 e realizzata in collaborazione con il rapper colombiano J Balvin.

## Tracce
1. Stuck on a Feeling (featuring Snoop Dogg) – 3:30